# Stolidoptera
Stolidoptera is een geslacht van vlinders uit de onderfamilie Macroglossinae van de familie pijlstaarten (Sphingidae).

## Soorten
- Stolidoptera cadioui Haxaire, 1997
- Stolidoptera tachasara (Druce, 1888)